# 彼得拉伦加
彼得拉伦加（義大利語：Pietralunga），是意大利佩鲁贾省的一个市镇。总面积140.24平方公里，人口2297人，人口密度16.4人/平方公里（2009年）。ISTAT代码为054041。